# فرانچسکو بتیچینی
فرانچسکو دی جیووانی بتیچینی (به ایتالیایی: Francesco di Giovanni Botticini) (زاده ۱۴۴۶ و درگذشته ۱۴۹۷) نقاش ایتالیایی بود. آندرئاس قدیس (۱۴۸۴-۱۴۹۱) از آثار اوست.

## نگارخانه

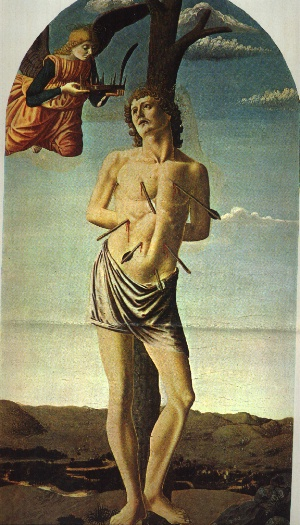
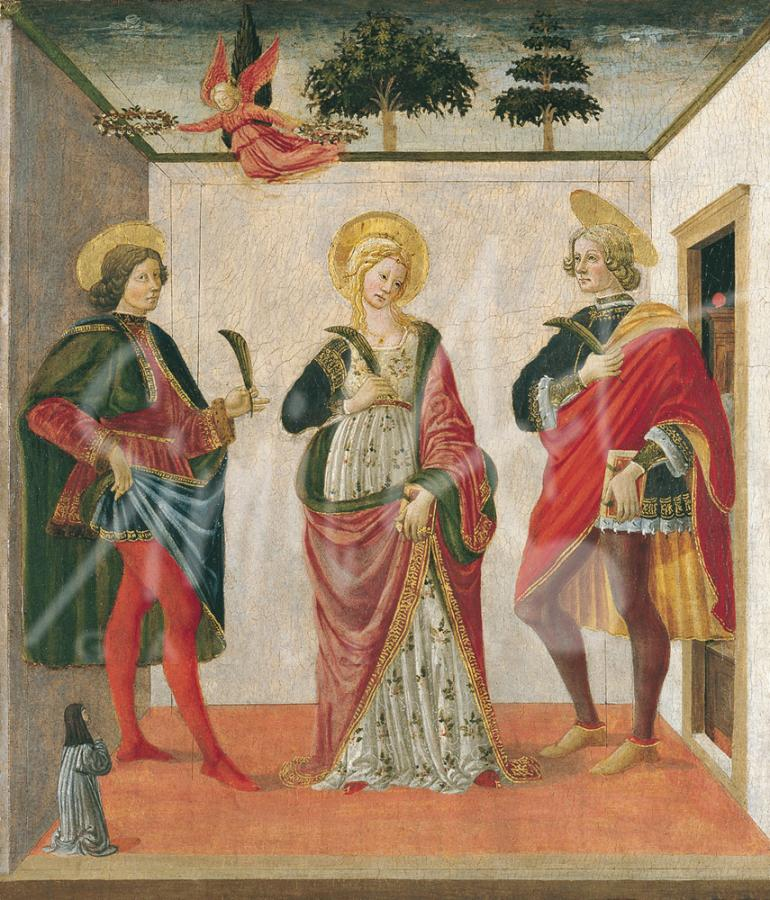
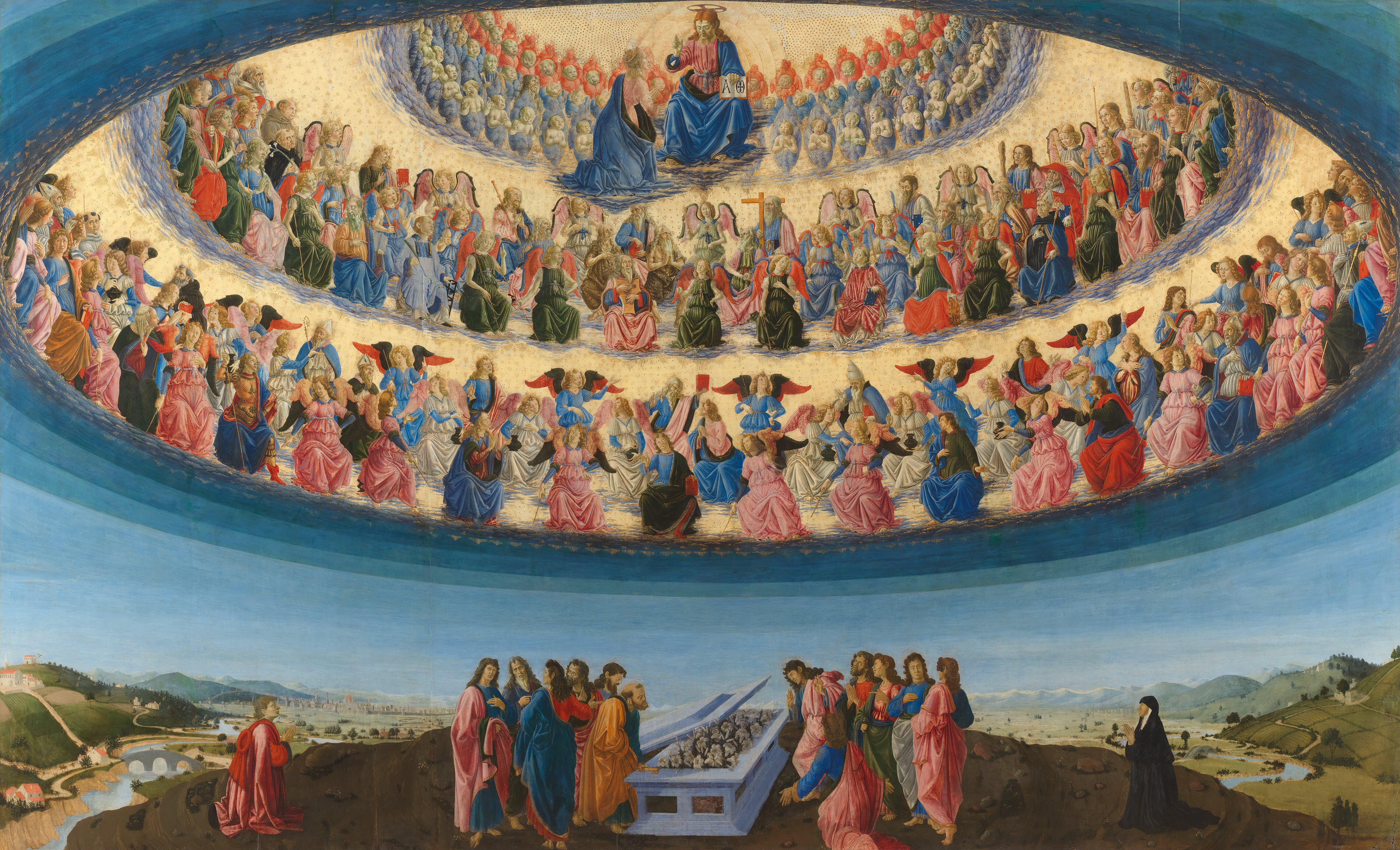